# Oxitetrafluoruro de xenón
El oxitetrafluoruro de xenón (XeOF4) es un compuesto químico inorgánico. Es un líquido estable incoloro con un punto de fusión de -46,2 °C (-51,2 °F; 227,0 K) que puede sintetizarse a partir de la hidrólisis parcial del XeF6, o mediante la reacción del XeF6 con sílice o NaNO3:
NaNO
3 + XeF
6 → NaF + XeOF
4 + FNO
2
Se produce una síntesis de alto rendimiento a partir de la reacción del XeF6 con POF3 a una temperatura de -196 °C (-320,8 °F; 77,1 K).
Como la mayoría de los óxidos de xenón, es muy reactivo e inestable, y se hidroliza en el agua para dar lugar a productos peligrosos y corrosivos, como el fluoruro de hidrógeno:
2 XeOF
4 + 4 H
2O → 2 Xe + 8 HF + 3 O
2
Además, también se forma una pequeña cantidad de ozono y flúor.

## Reacciones
El XeOF
4 reacciona con el H
2O siguiendo estos pasos:
XeOF
4 + H
2O → XeO
2F
2 + 2 HF
XeO
2F
2 + H
2O → XeO
3 + 2 HF
El XeO3 que se forma es un explosivo peligroso, que se descompone de manera muy explosiva en Xe y O2:
2 XeO
3 → 2 Xe + 3 O
2
En estado líquido, el XeOF4 tiene un comportamiento anfótero y forma complejos tanto con bases de Lewis fuertes, como el CsF, como con ácidos de Lewis fuertes, como el SbF5. Forma un aducto de proporciones 1:1 con el XeF2, isoestructural con el XeF2·IF5, así como con varios fluoruros de metales alcalinos y pesados.
La reacción del XeOF4 con el XeO3 permite obtener una vía de síntesis adecuada para conseguir el XeO2F2.